# Бельграно (футбольный клуб)
«Бельгра́но» (исп. Club Atlético Belgrano) — аргентинский футбольный клуб из города Кордова.

## История
Клуб был основан 19 марта 1905 года группой подростков. 14-летний Артуро Оргас стал первым президентом «Бельграно». Название было дано в честь национального героя Аргентины Мануэля Бельграно, а клубные цвета — это цвета флага Аргентины, который был придуман самим генералом Бельграно.

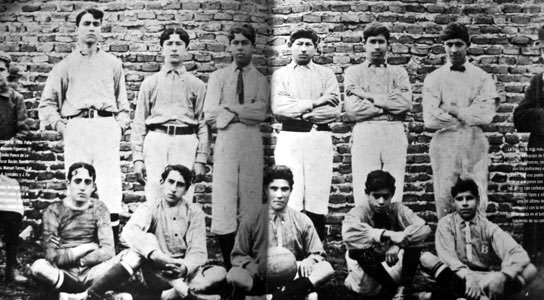
Фотоснимок команды в 1906 году

В 1908 году клуб принял участие во 2 дивизионе Лиги Кордовы и с ходу выиграл этот дивизион. Первоначально команда не была допущена к участию в элитном дивизионе, поскольку её поле не соответствовало критериям безопасности. Игроки, персонал и болельщики «Бельграно» стали таскать ненужные доски, проволоку, арматуру, чтобы возвести необходимые ограждения. За то, что они брали всё, что только подвернётся под руку, команду прозвали Пиратами. Другое прозвище, которым болельщики называют сами себя, связано с цветами команды. Небесно голубой цвет футболок по-испански — «Селесте». В этом плане «Бельграно» схож со сборной Уругвая.
В 1913 году была образована Федерация футбола Кордовы и «Бельграно» выиграл первый же чемпионат. В том же году состоялось первое класико против клуба «Тальерес». Всего с 1913 по 2003 год «Бельграно» 31 раз выигрывал чемпионат Кордовы.
В Примере Аргентины «Бельграно» выступал в течение 22 сезонов: 1968, 1971—1975, 1977, 1981, 1984, 1985, 1991/1992—1995/1996, 1999/2000—2001/2002, 2006/2007, с 2011/2012.
С сезона 2011/12 выступает в Примере чемпионата Аргентины. В 2011 году команда победила в стыковых матчах самый титулованный клуб Аргентины «Ривер Плейт», впервые в своей истории вылетевшим во второй эшелон национального первенства.
В 2013 году по итогам сезона занял 7-е место и сумел квалифицироваться в Южноамериканский кубок 2013, но уже во втором раунде уступил по сумме двух встреч соотечественникам из «Велес Сарсфилда».
По итогам сезона 2018/19 «Бельграно» покинул аргентинскую Суперлигу.